# FOGBOUND
「FOGBOUND」（フォッグバウンド）は、日本のビッグ・ビートユニット、BOOM BOOM SATELLITESの3rdシングル。2000年3月8日、ソニー・ミュージックアソシエイテッドレコーズより発売。

## 解説
- 前作から約1年ぶりのリリース。

## 収録曲
全作詞・作曲・編曲：BOOM BOOM SATELLITES
1. FOGBOUND (5:24)
PS2専用ソフトナムコ『リッジレーサーV』オープニングテーマ、レース中BGM、CMソング
2. FOGBOUND VERSION (6:41)
3. FOGBOUND (KLUTE'S LONDON FOG REMIX) (6:36)
4. Joyride Remix〜Progression → Final Operation (BBS REMIX) (6:04)

## 収録アルバム
- UMBRA (#1) - アルバムバージョンで収録。